# Leberknödel

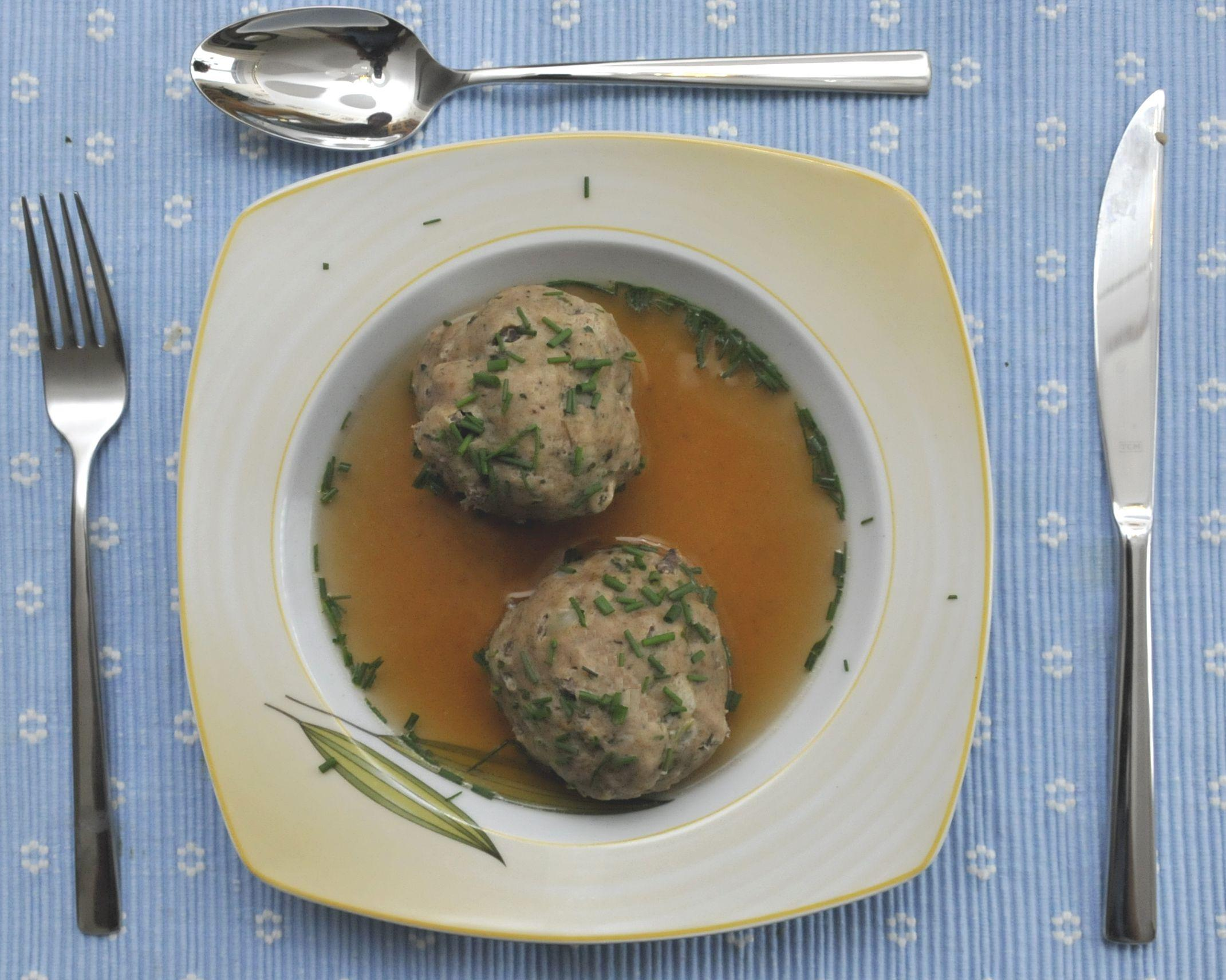
Leberknödel in Suppe

Leberknödel sind ein traditionelles Gericht besonders der deutschen, österreichischen und tschechischen Küche. Sie bestehen hauptsächlich aus Leber, die zu Knödeln geformt wird.

## Verbreitung
Leberknödel werden in Deutschland vor allem in der Pfalz, in Bayern und Schwaben sowie in Österreich und Tschechien (játrové knedlíčky) serviert. Sie stehen aber auch in Südtirol und Slowenien (jetrni cmok) auf dem Speiseplan.

## Zubereitung
Für Leberknödel wird meist Leber vom Rind, in der Pfalz auch vom Schwein verwendet, die durch einen Fleischwolf gedreht wurde. Die Fleischfarce wird mit trockenen Brötchen/Semmeln, die vorher eingeweicht und ausgedrückt wurden, sowie Ei gebunden und mit Petersilie sowie weiteren Gewürzen angereichert. Mit zwei angefeuchteten Esslöffeln lassen sich aus dieser Masse längliche Knödel abstechen oder Knödel von etwa 5 bis 7 cm Stärke formen. Diese werden entweder in erhitzter Flüssigkeit wie Brühe, Suppe oder Salzwasser gegart oder in heißem Fett herausgebacken. 
Wegen ihrer lockeren Beschaffenheit ist die gekochte Variante zum sofortigen Verzehr gedacht, gebackene Leberknödel sind dank ihrer Kruste kurzzeitig lagerfähig.
In der Pfalz werden Leberknödel (Läwwerknepp) häufig mit Sauerkraut und Kartoffelbrei gereicht. In Bayern und Österreich werden Leberknödel dagegen gerne als Suppeneinlage serviert.

## Variationen
In Bayern, Schwaben und Österreich sind außer Leberknödelsuppen auch Leberspätzlesuppen beliebt. Dabei werden aus der Grundmasse keine Knödel bereitet, sondern den Spätzle-Teigwaren ähnelnde Leberspätzle geformt und als Suppeneinlage verwendet.
Im oberösterreichischen Mühlviertel wird aus derselben Grundmasse ein ähnliches Gericht, der Leberschädel, zubereitet; hierzu wird meist Schweineleber verwendet. Das Gericht wird, mit einem Schweinenetz bedeckt, in einem Topf im Ganzen gegart und erhält dadurch etwa die Form eines Kuchens.
Für Bayerische Leberknödel gibt man der Masse Rückenspeck hinzu, für Wiener Leberknödel verwendet man Rindernierenfett.

## Beispiele

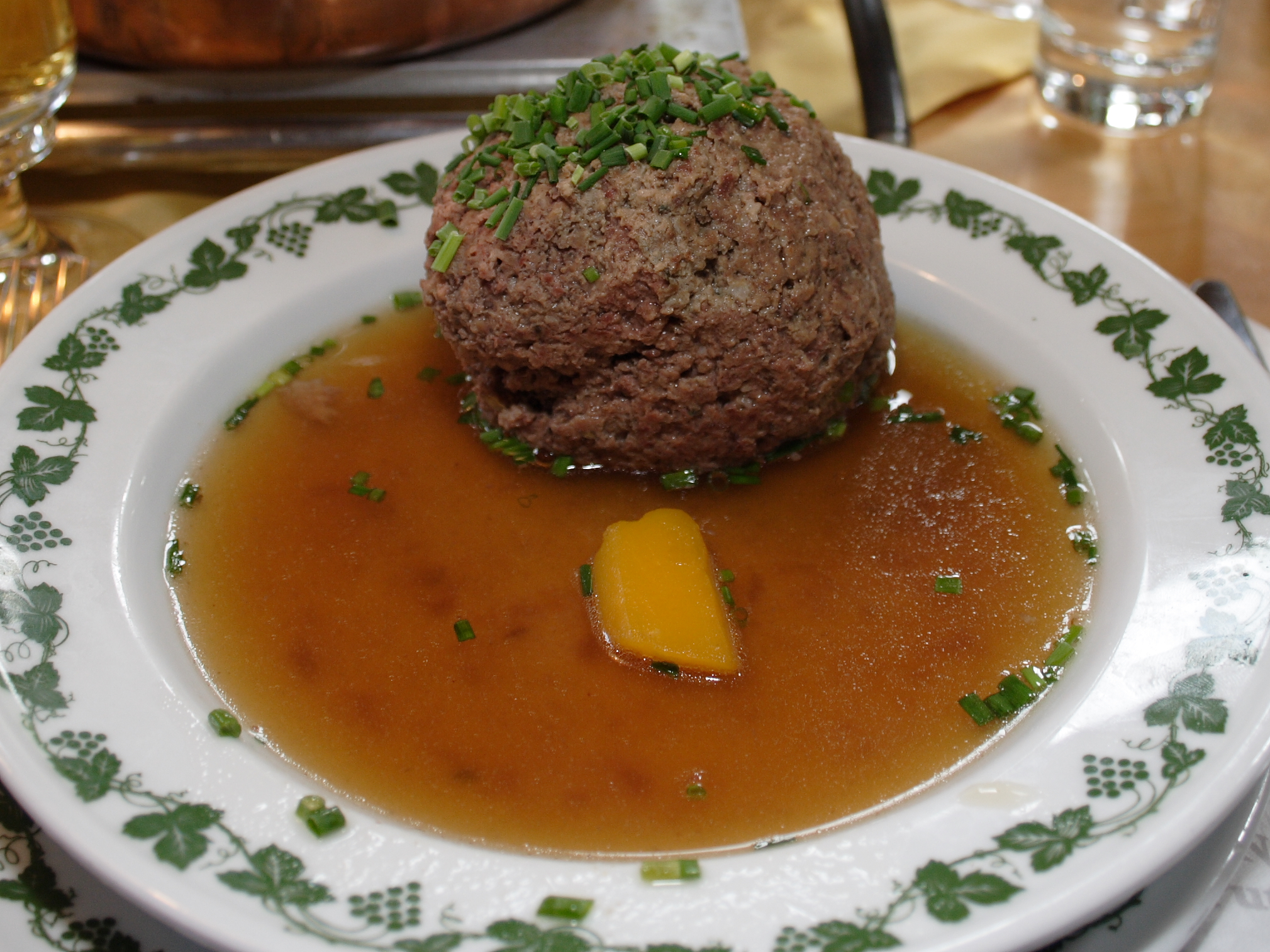
Leberknödel als Suppeneinlage
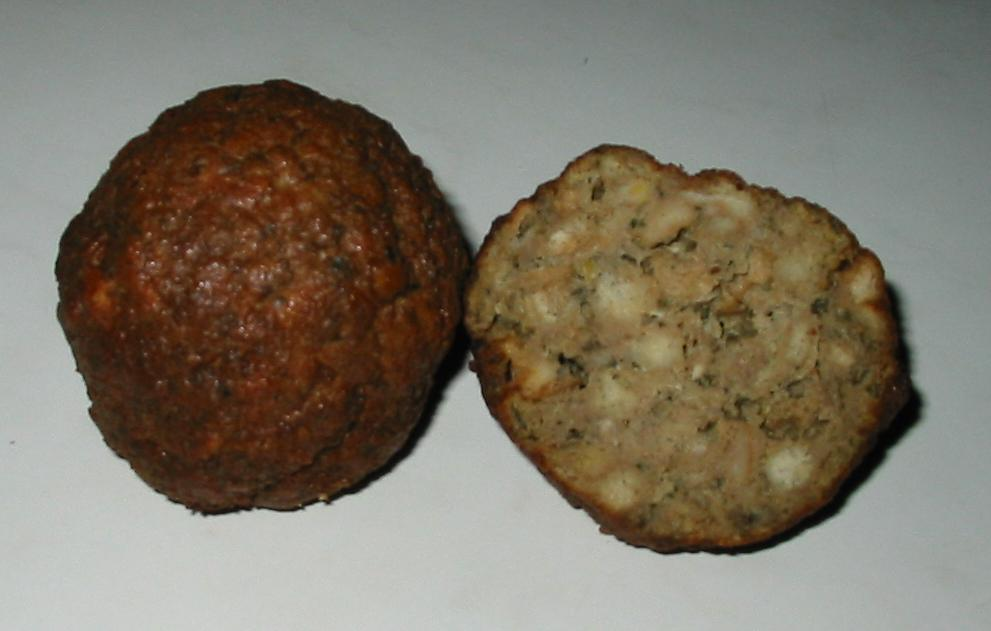
Leberknödel in Fett herausgebacken
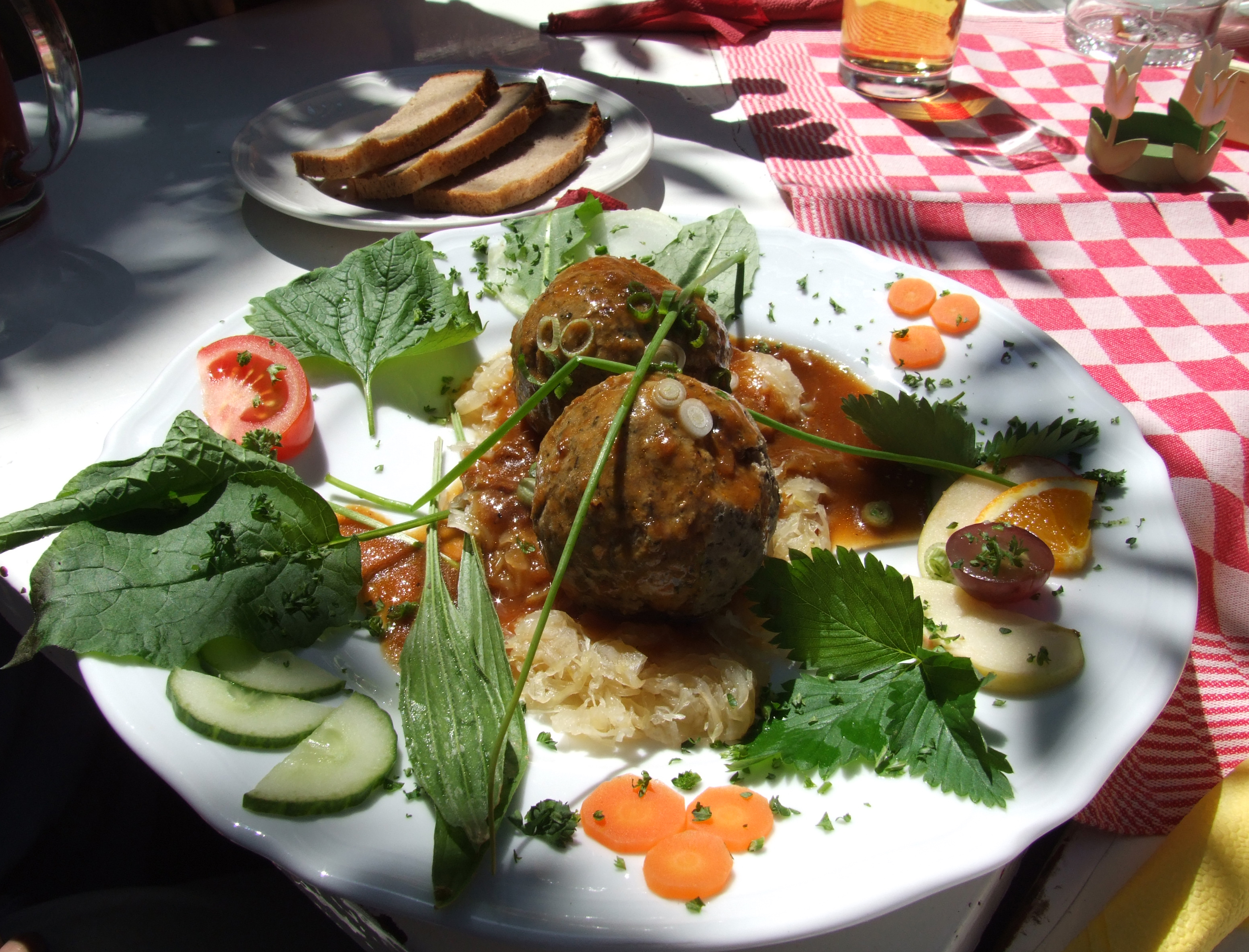
„Läwwerknepp“ auf Pfälzer Art mit Sauerkraut und Brot